# Rathausplatz (Wien)

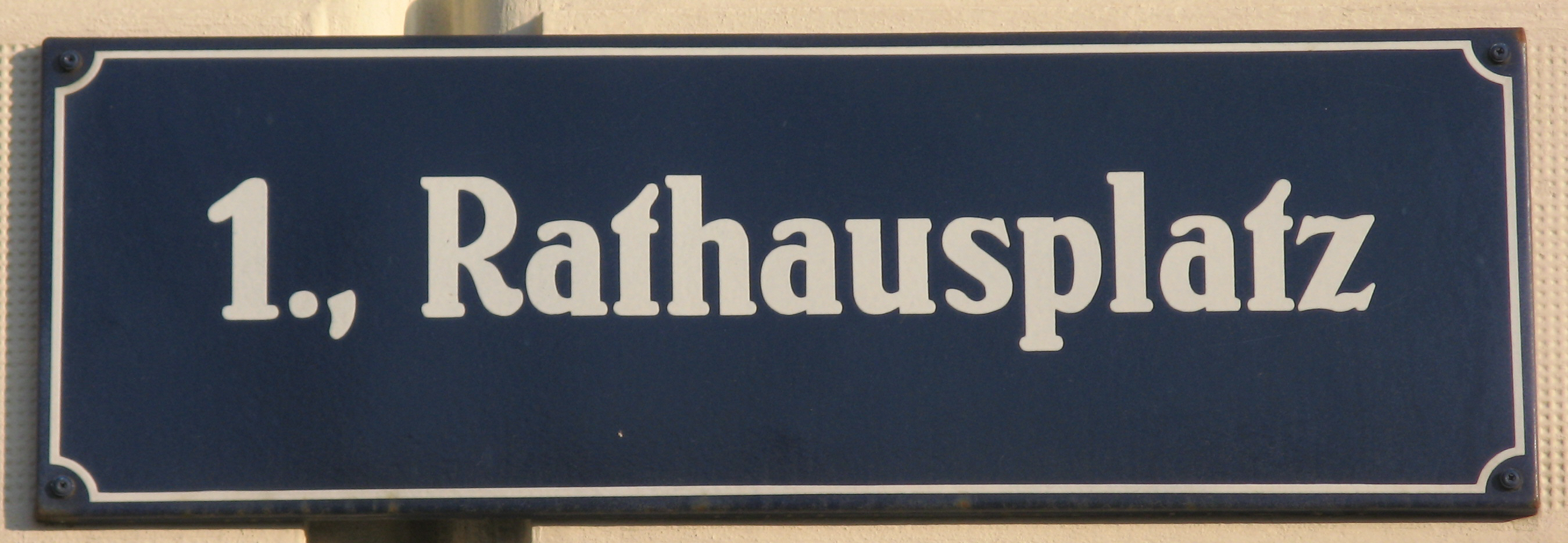
Straßenschild Rathausplatz

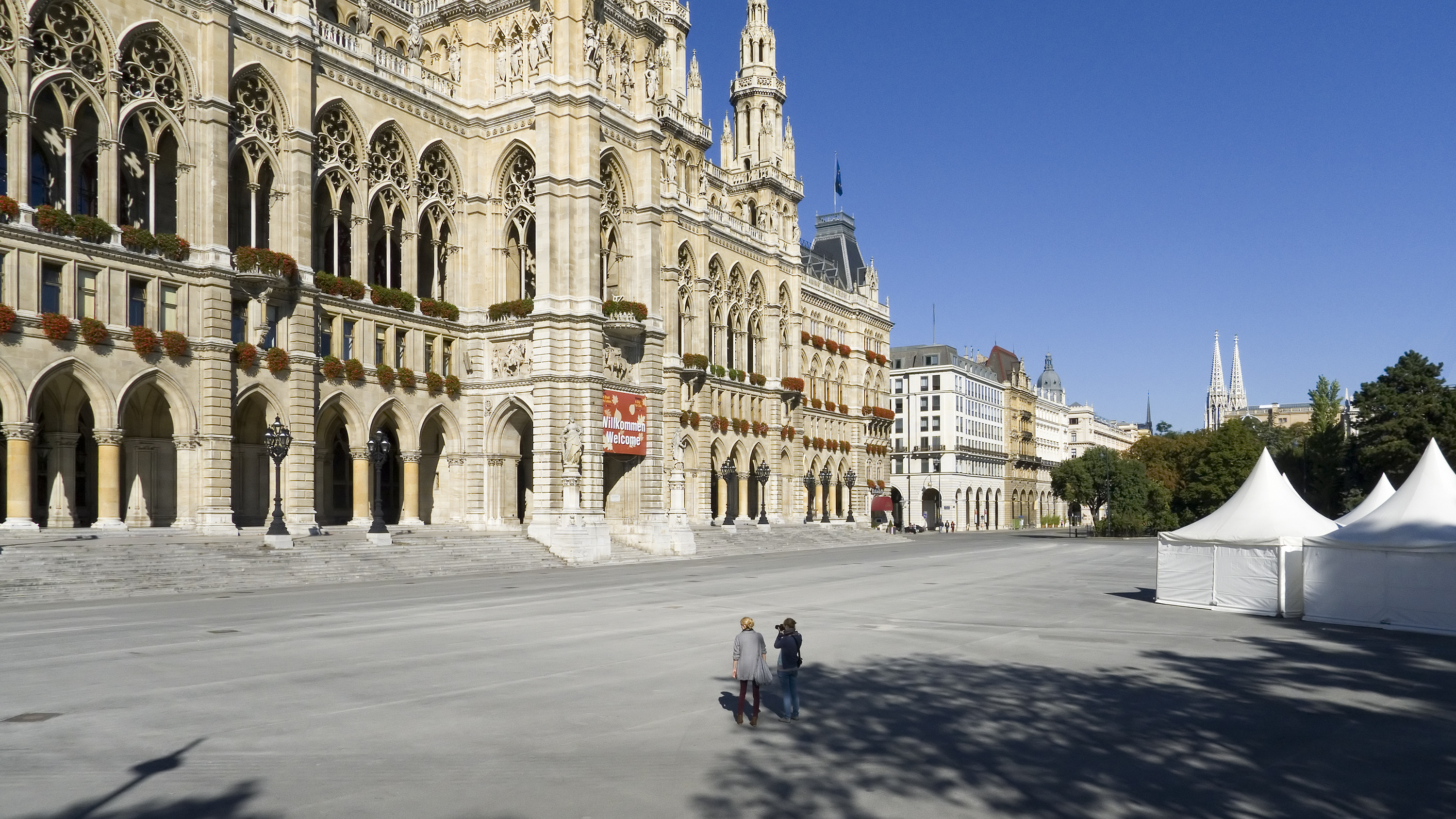
Der innere Teil des Rathausplatzes

Der Rathausplatz befindet sich im 1. Wiener Gemeindebezirk, der Inneren Stadt. Er ist nach dem hier errichteten (neuen) Wiener Rathaus benannt. Auf Grund seiner Größe, seiner Gestaltung und der Architektur der an den Platz grenzenden Gebäude gilt er als einer der bedeutendsten Plätze im Zentrum Wiens.

## Geschichte

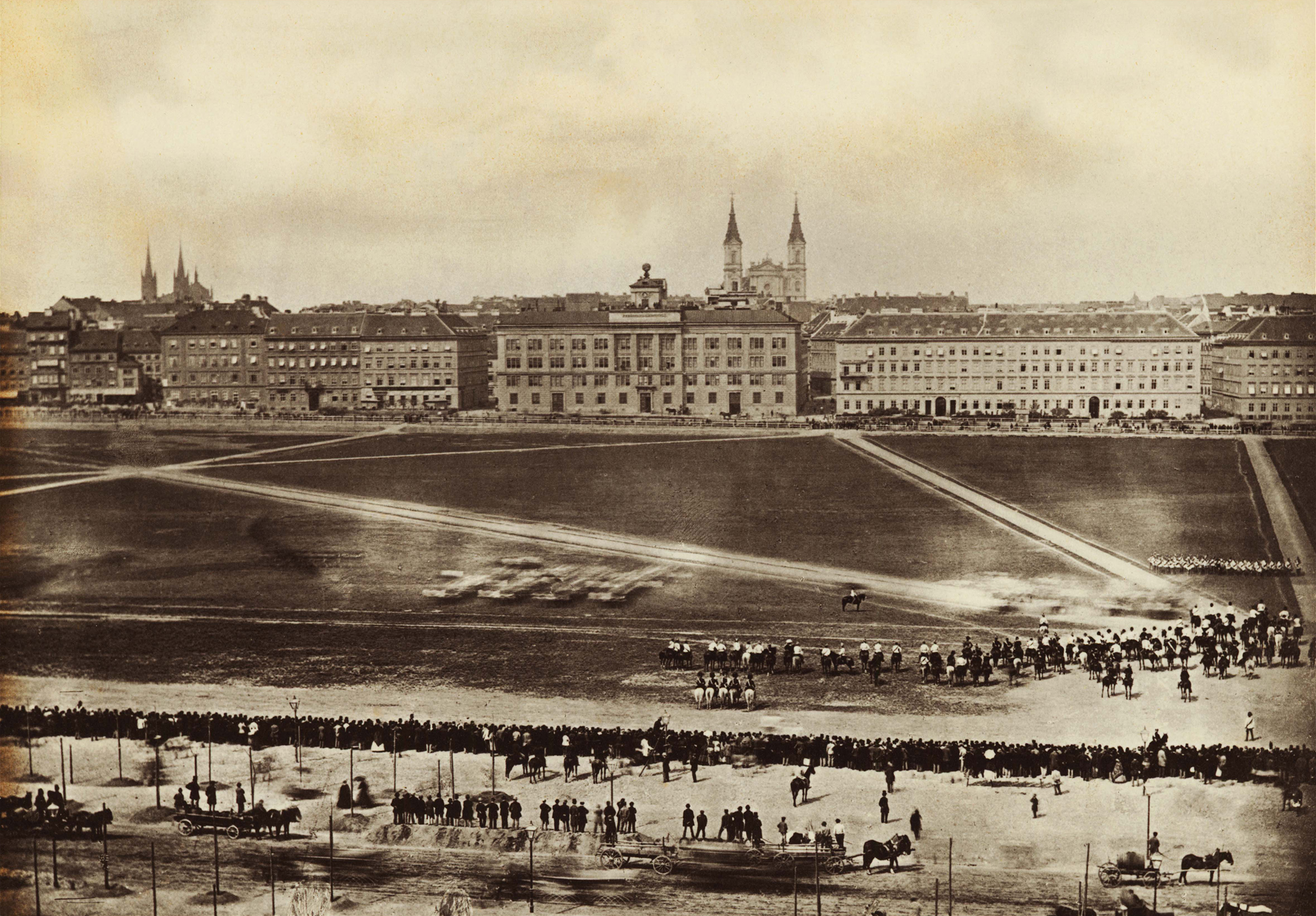
Der Paradeplatz am Josefstädter Glacis 1860

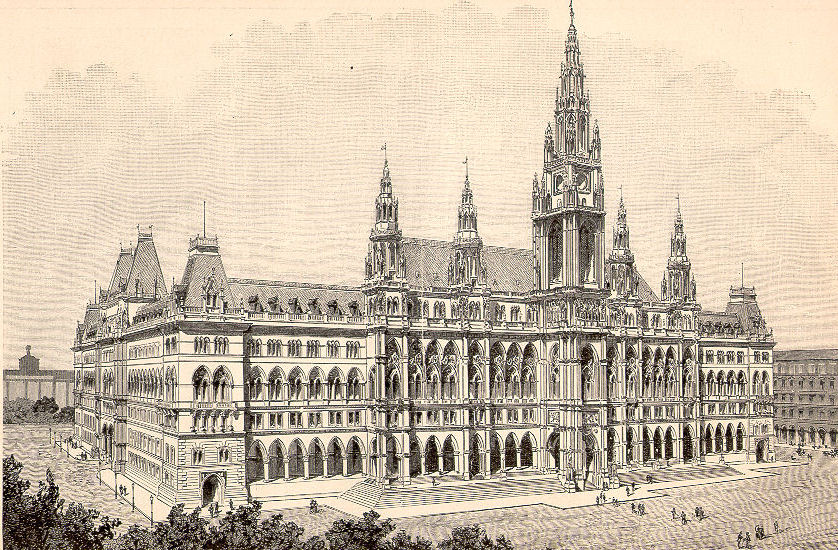
Wiener Rathaus, Ansicht von 1891

Auf dem Gebiet des heutigen Rathausplatzes befand sich einst das Josefstädter Glacis, als Schussfeld freigehaltenes Wiesengelände vor den Mauern Wiens, und später der Parade- und Exerzierplatz des kaiserlichen Heeres. Im Zuge der Errichtung der Wiener Ringstraße ab 1858 blieb dieses Militärareal noch längere Zeit unangetastet, bis das Heer nach längeren Bemühungen von Bürgermeister Cajetan Felder darauf verzichtete und der Stadterweiterungsfonds einen Baulinienplan für das Gebiet entwickeln konnte. In dieser Zeit waren für das Rathaus andere Standorte erwogen worden.
Nun wurde der Rathausplatz als größter ausgesparter Platz in der Ringstraßenzone vorgesehen. Den nördlichen und südlichen Platzteil gestaltete Stadtgärtner Rudolph Siebeck 1872 / 1873 als Rathauspark, der zentrale Platzteil, die Achse Rathaus–Burgtheater, wurde freigehalten. 1873 wurde der Grundstein zum Bau des Neuen Rathauses gelegt. 1874 begannen die Bauarbeiten an dem Rathaus am damaligen Franzensring gegenüberliegenden Burgtheater und am südlich an den Platz angrenzenden Parlamentsgebäude (nördliche Seitenfront: Rathausplatz 6). Von 1877 an wurde das neue Hauptgebäude der Universität Wien (südliche Seitenfront: Rathausplatz 5) errichtet. An den drei verbauten Seiten des Platzes befinden sich insgesamt fünf Häuserblöcke mit neun Hausnummern (Nr. 1 bis Nr. 9), die vierte Seite wird vom Ring begrenzt.
Im Laufe der Zeiten wechselte der Name des Platzes viermal. 1870 wurde er als Rathausplatz angelegt, 1907 nach dem amtierenden christlichsozialen Bürgermeister in Dr.-Karl-Lueger-Platz umbenannt. Dem seit 1919 dominierenden Roten Wien erschien dies unangebracht, da Lueger das allgemeine und gleiche Männerwahlrecht, 1907 gesamtstaatlich eingeführt, in Wien verhindert hatte. Daher wurde das von einem privaten Komitee gestiftete Luegerdenkmal unter Bürgermeister Karl Seitz nicht, wie vom Komitee intendiert, auf dem Rathausplatz, sondern 1926 auf einem bis dahin unbenannten Platz Ecke Wollzeile / Stubenring errichtet und dieser Platz im gleichen Jahr Dr.-Karl-Lueger-Platz benannt. Der Rathausplatz erhielt seinen ursprünglichen Namen zurück. 1938 erfolgte eine neuerliche Umbenennung in Adolf-Hitler-Platz, die am 30. April 1945 rückgängig gemacht wurde.

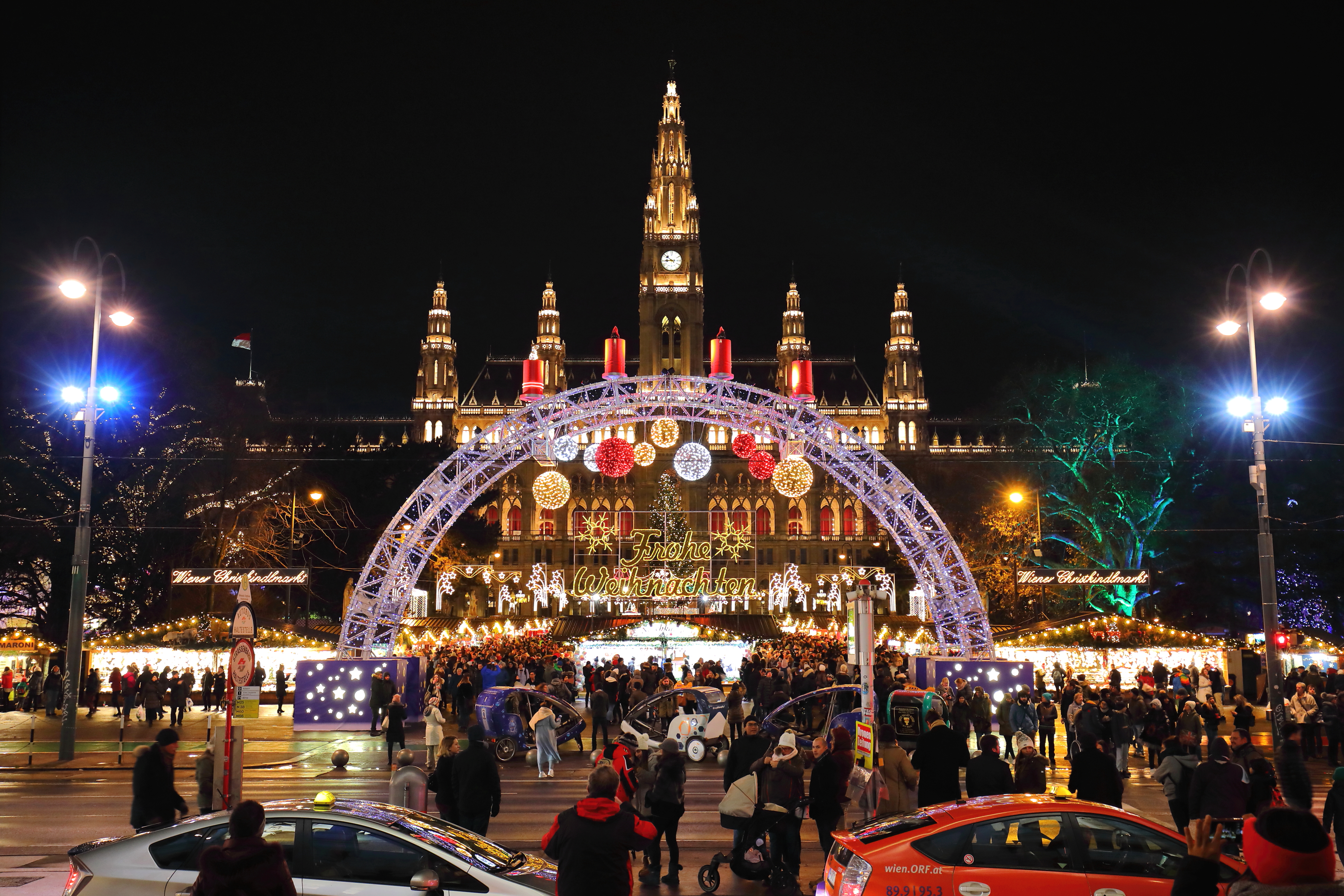
Christkindlmarkt vor dem Rathaus (2017)

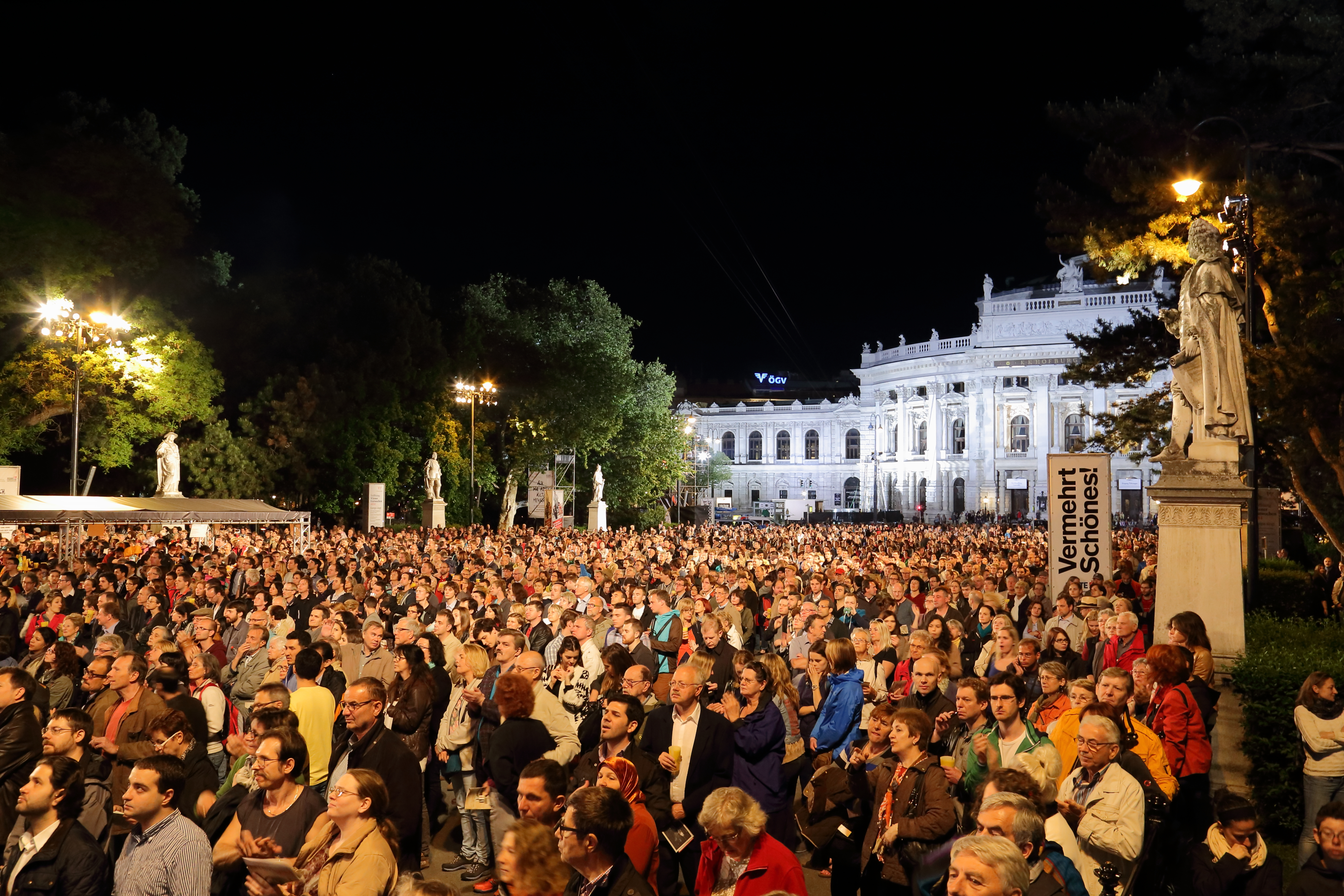
Rathausplatz mit Blickrichtung Burgtheater bei der Eröffnungsveranstaltung der Wiener Festwochen 2014

Der große Platz zwischen Rathaus und Burgtheater wurde von allen Machthabern für politische Kundgebungen verwendet. Seit 1921, wobei ihre heutige Form auf das Jahr 1929 zurückgeht und von 1933 bis 1945 unterbrochen war, findet die traditionelle Abschlusskundgebung des Maiaufmarsches der Wiener SPÖ am 1. Mai auf dem Rathausplatz statt. Außerdem wird der Platz den Großteil des Jahres für kulturelle und gesellschaftliche Veranstaltungen genützt. Die wichtigsten von ihnen sind seit 1975 der Christkindlmarkt im November und Dezember, der Wiener Eistraum im Jänner und Februar, die Eröffnung der Wiener Festwochen im Mai und Freiluft-Kinovorführungen mit klassischer Musik in Juli und August. Der Life Ball im Wiener Rathaus bezieht den Rathausplatz ebenfalls ein. Traditionell ist auch ein seit 1959, jedes Jahr von einem der Bundesländer als Geschenk an die Bundeshauptstadt, großer errichteter Christbaum.

## Lage und Charakteristik
Der Rathausplatz liegt zwischen der verlängerten Grillparzerstraße im Norden, dem Universitätsring im Osten, der verlängerten Stadiongasse im Süden und der verlängerten Reichsratsstraße im Westen. Ausgenommen den Ring, an dem sich an dieser Straßenseite keine Gebäude befinden, tragen die Gebäude, die sich im Zuge dieser Straßen am Platz befinden, Hausnummern des Rathausplatzes. Stadiongasse und Grillparzerstraße enden vor dem Platz, die Reichsratsstraße wird vom Platz unterbrochen.
Etwa zwei Drittel der Platzfläche von rund 40.000 m² werden vom Rathauspark eingenommen, der durch eine für den Verkehr gesperrte, sehr breite Zufahrtsstraße zwischen Burgtheater und Rathaus, die Platz für Veranstaltungen bietet, in eine Nord- und Südhälfte geteilt wird. Gesäumt wird der Rathausplatz von einigen der bedeutendsten Monumentalbauten der Ringstraßenzone im historistischen Stil. Auf dem Platz selbst befindet sich eine größere Anzahl von Denkmälern und Standbildern. Damit handelt es sich beim Rathausplatz um einen der repräsentativsten Plätze Wiens.
Die Straßenbahnlinien 1, 71 und D verkehren über Teile der Ringstraße und haben am Rathausplatz beim Burgtheater und bei der Ecke zum Parlament Haltestellen. Vom Süden kommend und vom Ring abbiegend, verkehrt die Straßenbahnlinie 2 über den Südrand des Rathausplatzes zur Stadiongasse. Der individuelle Durchzugsverkehr verläuft in Richtung Norden am Ostrand des Platzes auf der Ringstraße, in der Gegenrichtung hinter dem Rathaus auf der Zweierlinie. Radwege verlaufen an der Ringstraße sowie bei der Grillparzerstraße und der Stadiongasse. Hinter dem Rathaus verläuft die U-Bahn-Linie U2 mit der U-Bahn-Station Rathaus als Zubringer zu Rathaus und Rathausplatz.

## Gebäude

### Nr. 1: Rathaus
Das zentrale Gebäude in der Mitte der Westseite des Rathausplatzes ist das Wiener Rathaus, 1873 bis 1883 von Friedrich von Schmidt als Neues Rathaus erbaut, seit etwa 1970 nur Rathaus genannt. Das mächtige, den Platz dominierende Gebäude wurde nach Vorbildern der niederländischen Gotik gestaltet. Es sollte die politische Macht des gegenüber dem Monarchen und der Aristokratie erstarkten Bürgertums ausdrücken.
Das Rathaus weist am Rathausplatz keinen Haupteingang oder direkten Zugang zum Arkadenhof auf; diese befinden sich an den Seitenfronten Felderstraße und Lichtenfelsgasse, ein weiterer Eingang liegt an der Hinterfront am Friedrich-Schmidt-Platz. Vom Rathausplatz selbst ist im Wesentlichen die so genannte Volkshalle im Erdgeschoß des Rathauses über eine Stiege im Freien zugänglich (Eingänge mittig unter dem Rathausturm sowie links und rechts davon). Die Volkshalle wird gelegentlich für Ausstellungen verwendet. An der Ecke zur Felderstraße befindet sich der Abgang zum Rathauskeller.

### Nr. 2, 3 und 4: Arkadenhäuser

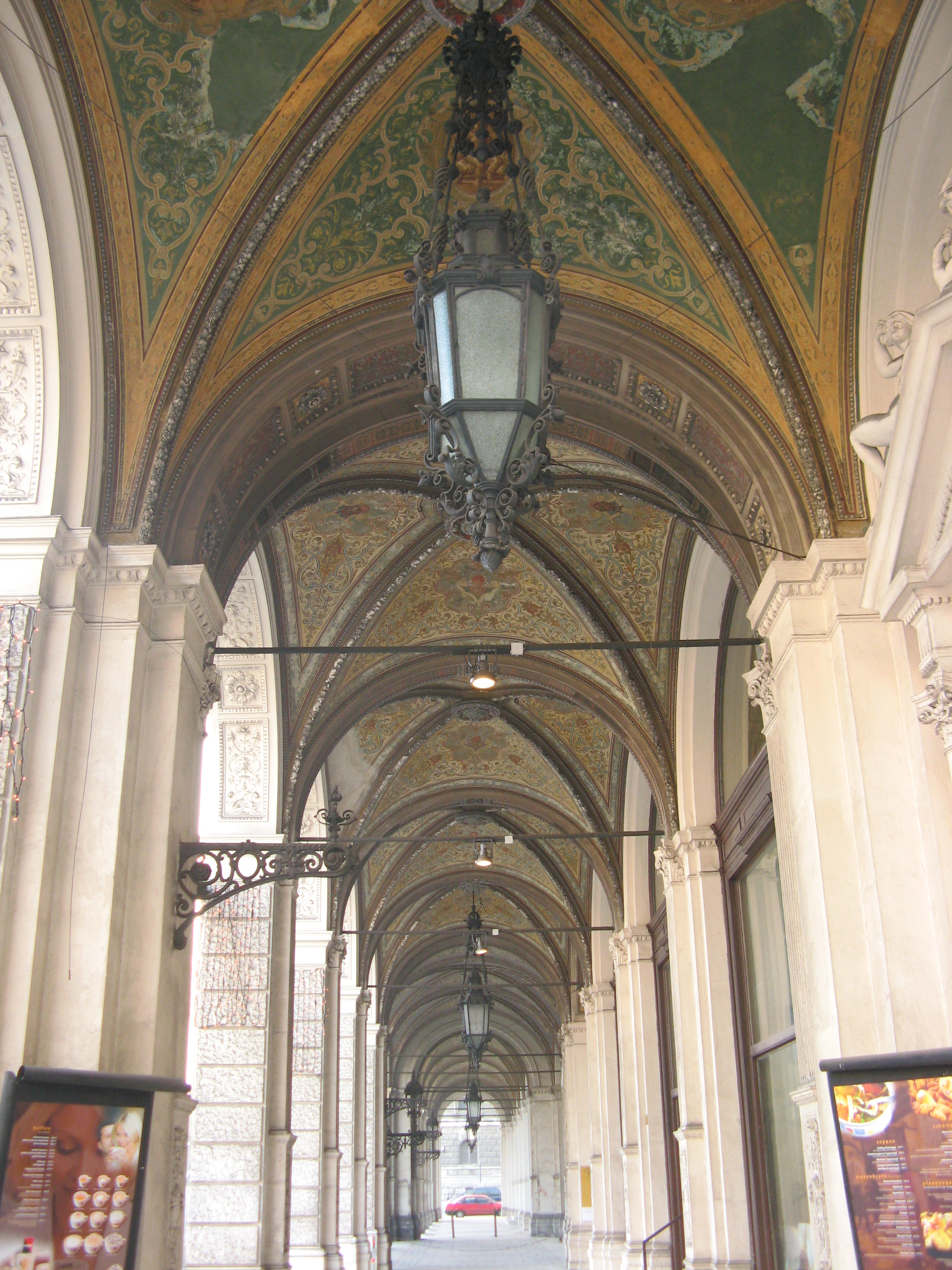
Arkadengang, Rathausplatz 2–4

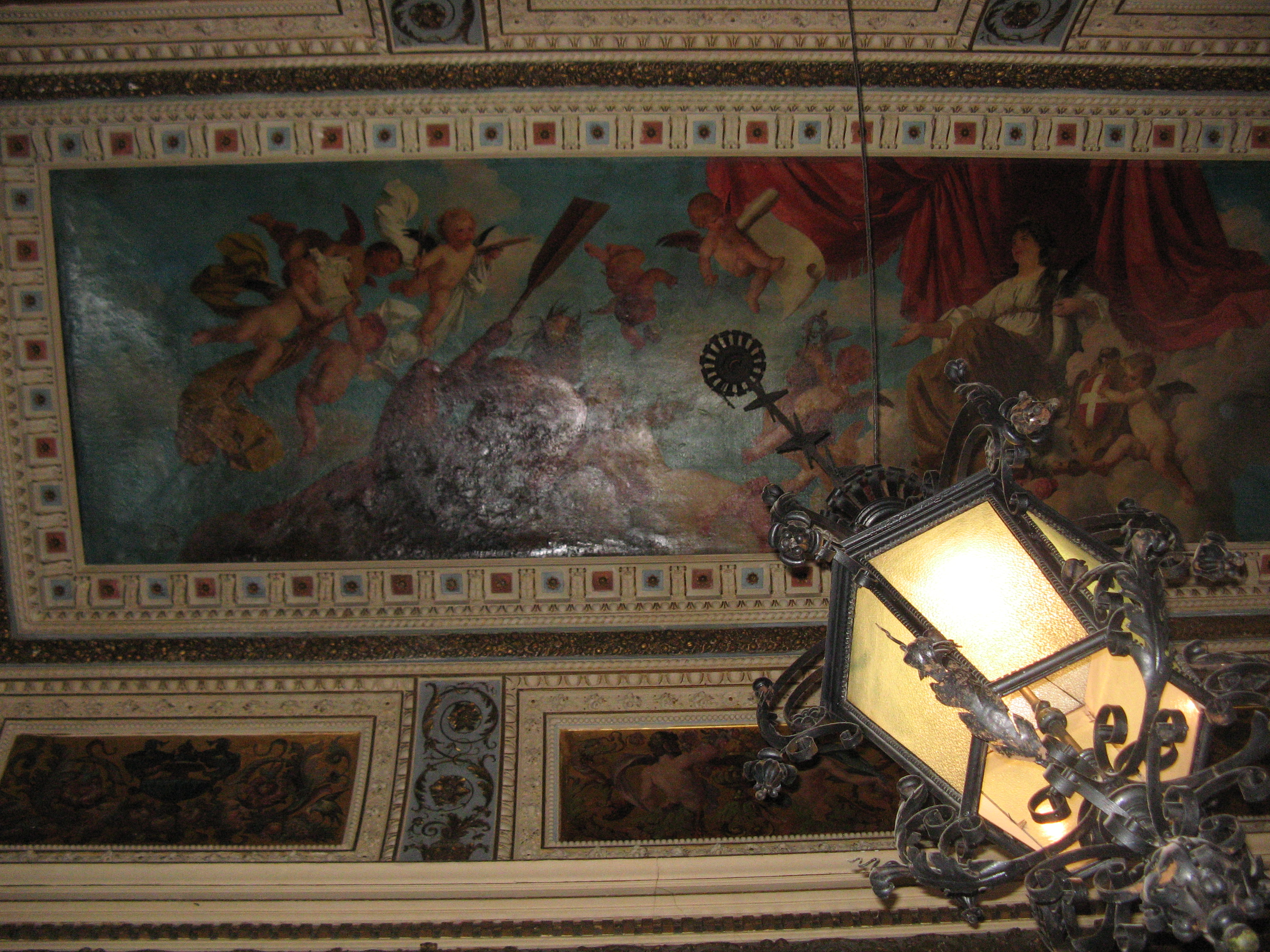
Foyer mit Deckengemälde Apotheose der Vindobona, Rathausplatz 4

Der Häuserblock nördlich des Rathauses wurde 1880–1883 von Franz von Neumann errichtet. Planvorgabe war, die Gebäude der Arkadenhäuser (wie an der Westseite der Reichsratsstraße, in deren Zuge sie liegen) am Rathausplatz mit Arkaden auszustatten. Die im altdeutschen Stil gehaltenen Häuser weisen bemerkenswerte Eckrisalite mit Kuppeln aus. Am Mittelrisalit, der heute farblich abgesetzt ist, befinden sich jeweils Balkone auf Hermen. Das Attikageschoß wird durch weibliche Stuckrelieffiguren geschmückt. Die kreuzrippengewölbten Arkadengänge sind mit Grotesken von Franz und Carl Jobst ausgemalt und mit Gusseisenlaternen ausgestattet. Besonders bedeutend sind die Foyers auf Nr. 4 / Grillparzerstraße 1–3 (und Ebendorferstraße 6), desgleichen an der Rückseite des Häuserblocks an der Ebendorferstraße Nr. 4. Friesreliefs zeigen die Allegorien des Handels, der Künste und des Gewerbes. Ein großes Deckengemälde stellt die Apotheose der Vindobona dar. Laternen und Geländer sind aus Schmiedeeisen.
Das Haus an der Ecke Rathausplatz 2 / Felderstraße 2–4 (und Ebendorferstraße 2) erlitt im Zweiten Weltkrieg schwere Schäden. Er wurde nach jahrelangen Diskussionen erst 1961 bis 1964 nach Plänen von Erich Boltenstern erneuert und wird seither Felderhaus genannt. Der obere Teil des Gebäudes stellt sich als Neubau im Stil der gemäßigten Moderne dar, die Arkaden wurden aber weitgehend wiederhergestellt. 1967 bis 1979 war das Felder-Haus provisorischer Amtssitz der UNIDO, bevor die UNO-City eröffnet werden konnte.
Im Felderhaus amtieren städtische Dienststellen, in Nr. 4 finden sich das Café Einstein und der Betriebskindergarten für Bundesbedienstete der Kinderfreunde Wien. Der Bau steht unter Denkmalschutz.

### Nr. 5: Universität Wien, Hauptgebäude

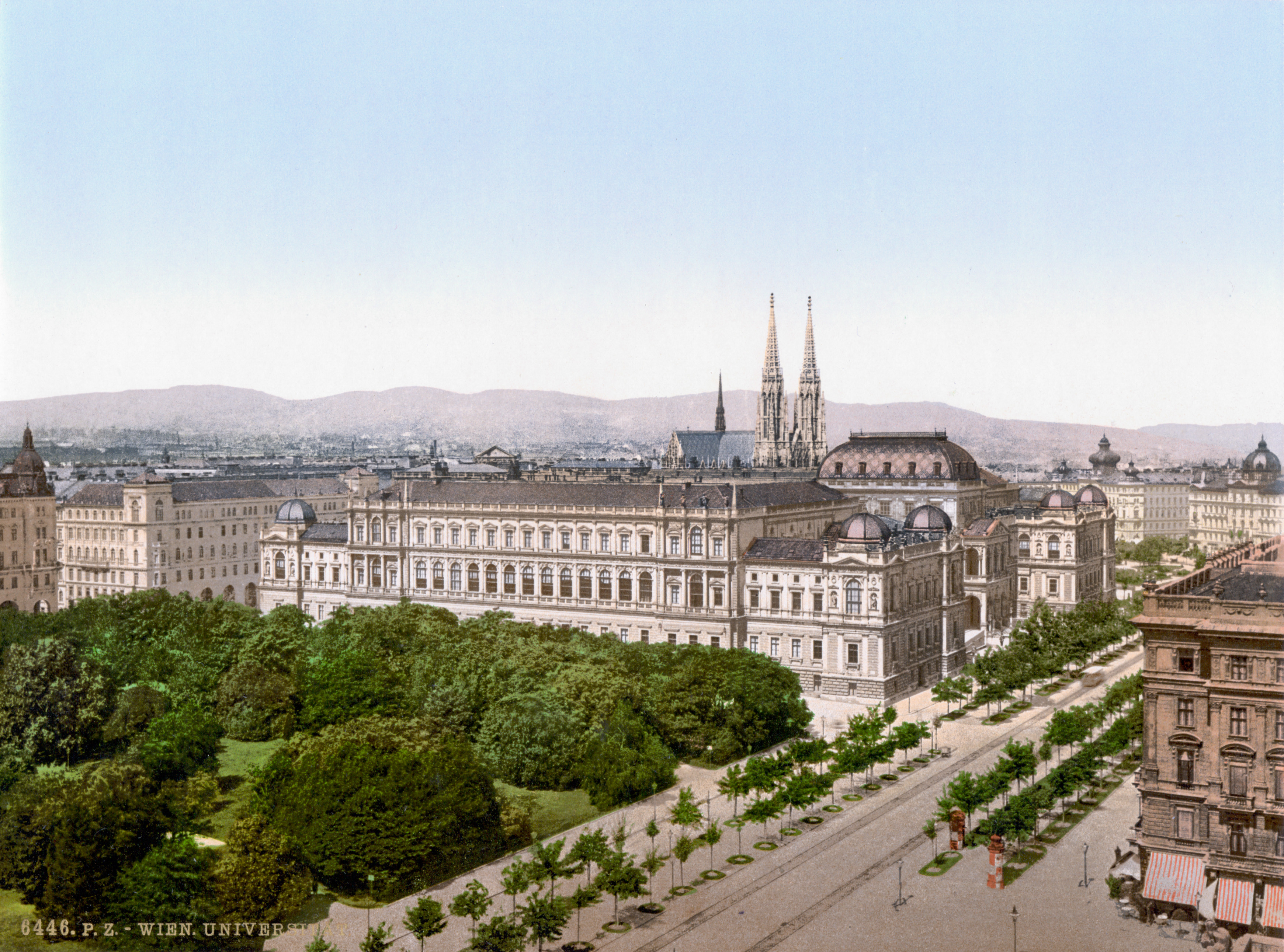
Rathausplatz und Seitenfront des Universitäts-Hauptgebäudes um 1900

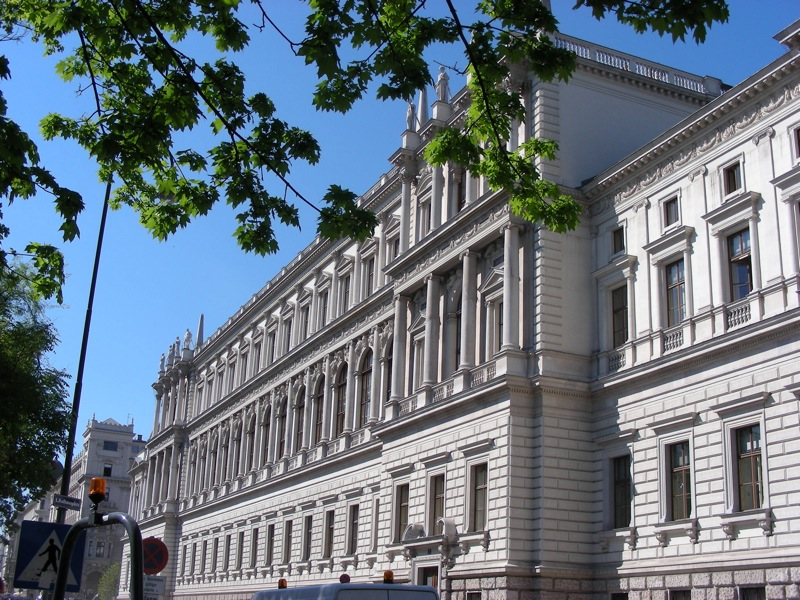
Die dem Rathausplatz zugewandte Seitenfront des Universitäts-Hauptgebäudes heute (2007)

An der Nordseite des Rathausplatzes liegt die Seitenfront des Hauptgebäudes der Universität Wien. Das Hauptwerk der Spätphase des strengen Historismus wurde 1873–1884 von Heinrich von Ferstel erbaut. Die 29-achsige Seitenfassade wird durch Risalite sowie durch Halb- und Vollsäulen mehrfach gegliedert. Statuen von Anton Schmidgruber und Franz Koch stehen in Bezug zur philosophischen Fakultät. Das Gebäude hat hier keinen offenen Eingang.

### Nr. 6: Parlament
An der Südseite des Rathausplatzes liegt die Seitenfront des Parlamentsgebäudes, das als Reichsratsgebäude für Cisleithanien errichtet wurde. Dabei handelt es sich um das bedeutendste Werk des Architekten Theophil von Hansen, das dieser 1871–1883 nach altgriechischen Vorbildern errichtete. Am Rathausplatz besitzt das Parlament einen überdachten Seiteneingang, ursprünglich eine Wagenvorfahrt.

### Nr. 7, 8 und 9: Arkadenhäuser

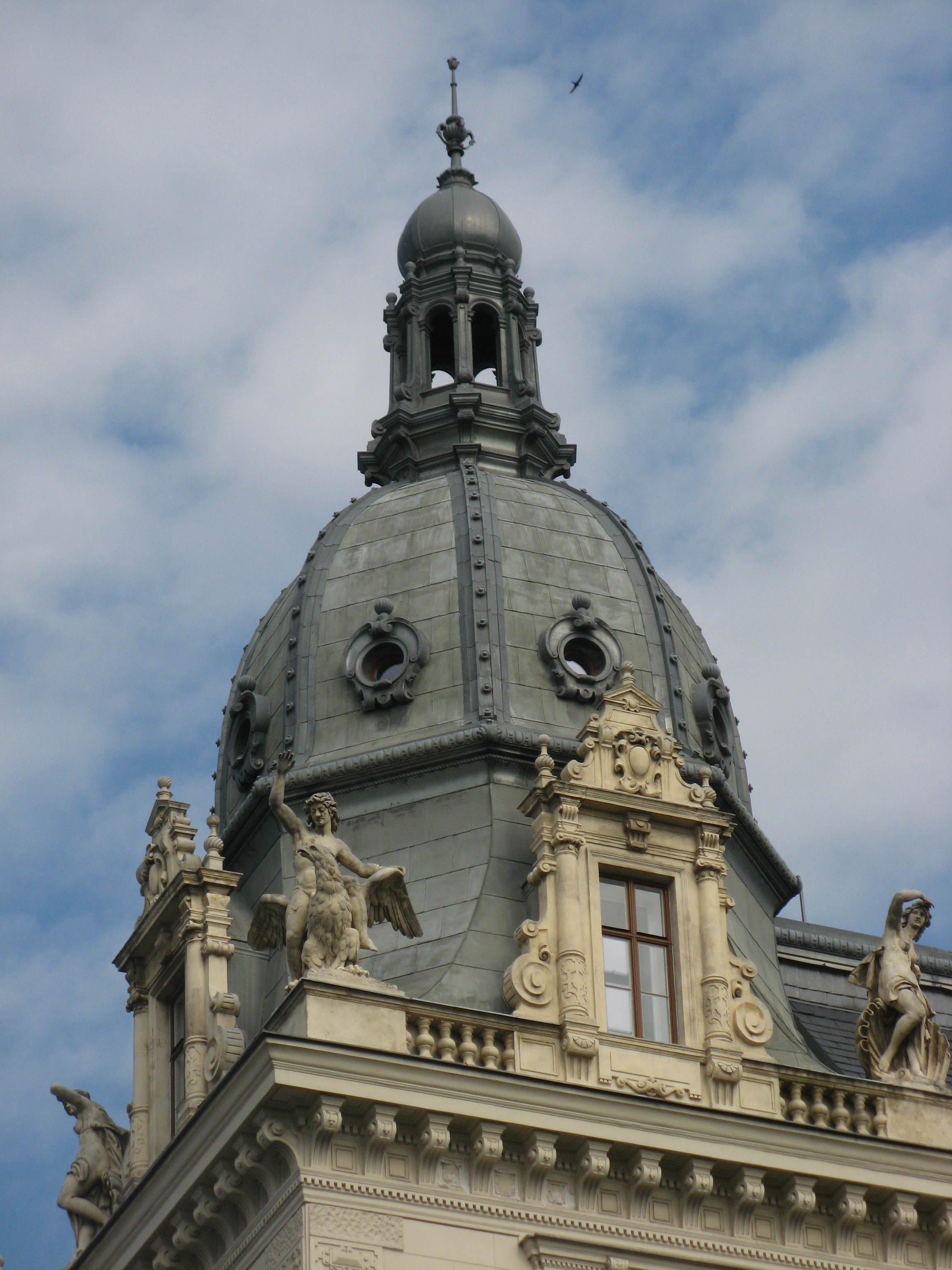
Kuppel auf dem Eckrisalit, Rathausplatz 7

Südlich des Rathauses befindet sich ein Häuserblock mit Arkadenhäusern (Rathausplatz 7–9 / Lichtenfelsgasse 1–3, Seiten Stadiongasse 2 / Bartensteingasse 16), die 1877/1878 von Rathausarchitekt Friedrich von Schmidt und Franz von Neumann in altdeutschen Formen errichtet wurden. Es waren dies die ersten Arkadenhäuser des Rathausviertels, das am 28. März 1878 den Baukonsens erhielt. Dominant sind Kuppeln auf Eckrisalit und Mittelkuppel, Erker, Balkone, Puttenfries und Statuen von Venus und Mars an der Fassade. Im kreuzrippengewölbten Arkadengang liegen Tore mit Halbsäulenportalen und Akroterfiguren. Die Foyers sind unter anderem reich mit Stuckdecken und Groteskenmalerei geschmückt. Bemerkenswert ist der Seiteneingang in der Lichtenfelsgasse 1 mit seinem reich ausgestatteten Foyer.
Auf Nr. 8 befindet sich unter den Arkaden die in Rathauskreisen bekannte Café-Konditorei Sluka. Der Bau steht unter Denkmalschutz.

## Rathauspark
Auf Wunsch von Bürgermeister Felder wurde der Rathauspark als ergänzender Erholungsraum in der Ringstraßenzone geschaffen. Es handelt sich um einen streng historistischen Park, der ebenso wie der Stadtpark von Stadtgärtner Rudolph Siebeck geschaffen wurde. Die Grünanlage ist nördlich und südlich einer Verbindungsstraße vom Burgtheater am Ring zum Rathaus angelegt, die sich vor dem Rathaus platzartig erweitert. In jedem der beiden Parkteile befindet sich ein Rondeau mit Springbrunnen, die auf die beiden Wiener Hochquellwasserleitungen hinweisen sollen und vom Bauunternehmer Antonio Gabrielli finanziert wurden.

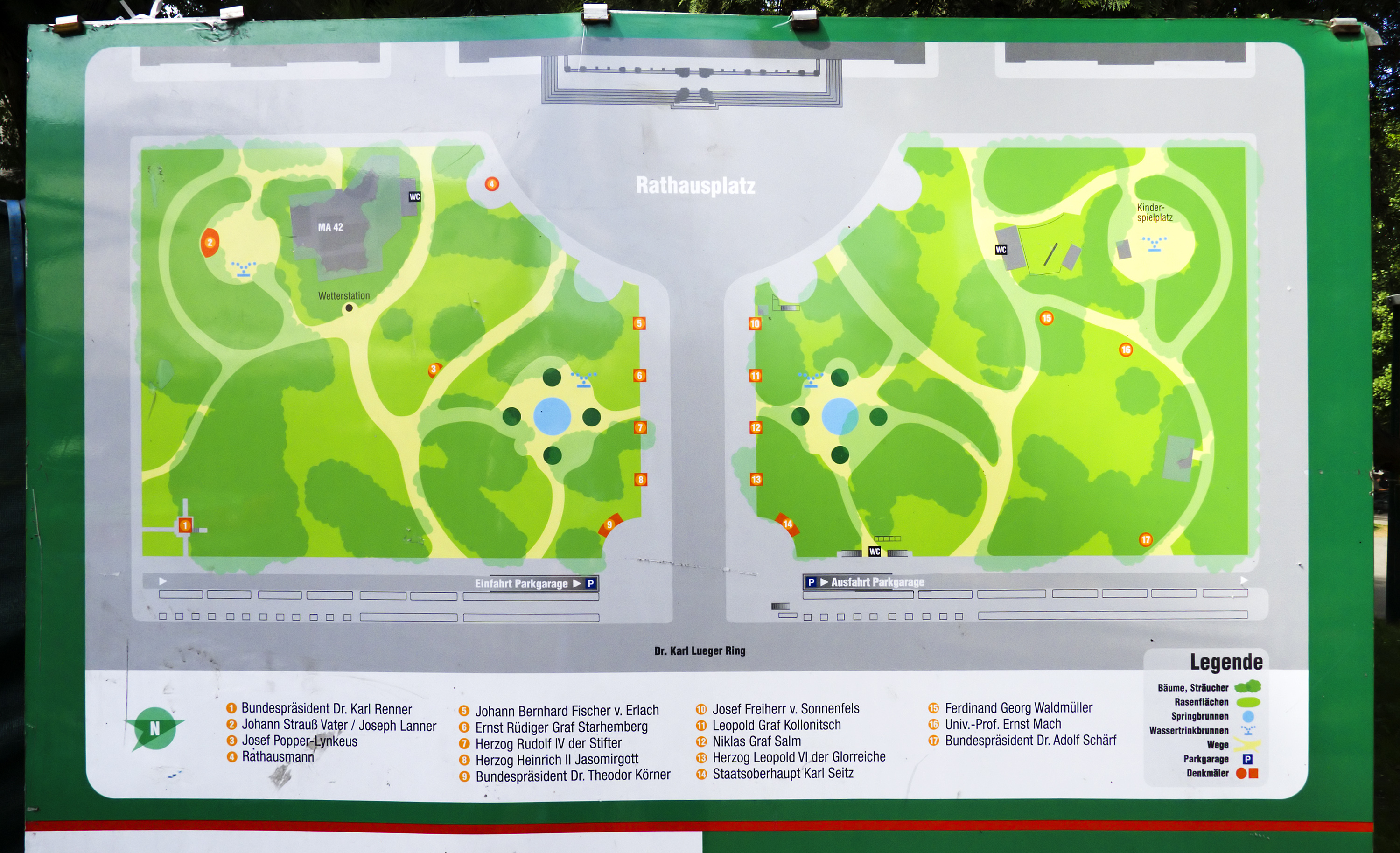
Orientierungsplan

Unter dem alten Baumbestand des Parks befinden sich fünf Bäume, die als Wiener Naturdenkmäler ausgewiesen sind. Eine Linde im südlichen Parkteil wurde anlässlich des 50-Jahre-Regierungsjubiläums von Kaiser Franz Joseph I. 1898 gepflanzt, eine Eiche, ebenfalls im südlichen Parkteil, 1906 für den damals amtierenden Bürgermeister Karl Lueger. Verschlungene Wege führen durch die beiden Teile des Parks. Die Garteneinfriedung ist noch original historistisch. Im nördlichen Parkteil befindet sich ein großer Kinderspielbereich. Ein 1890 im südlichen Parkteil errichtetes Wetterhäuschen, im Zweiten Weltkrieg zerstört, wurde 1955 mit Mosaiken von Maria Biljan-Bilger erneuert. Die modernen Toilettenanlagen wurden von Luigi Blau entworfen.

## Denkmäler

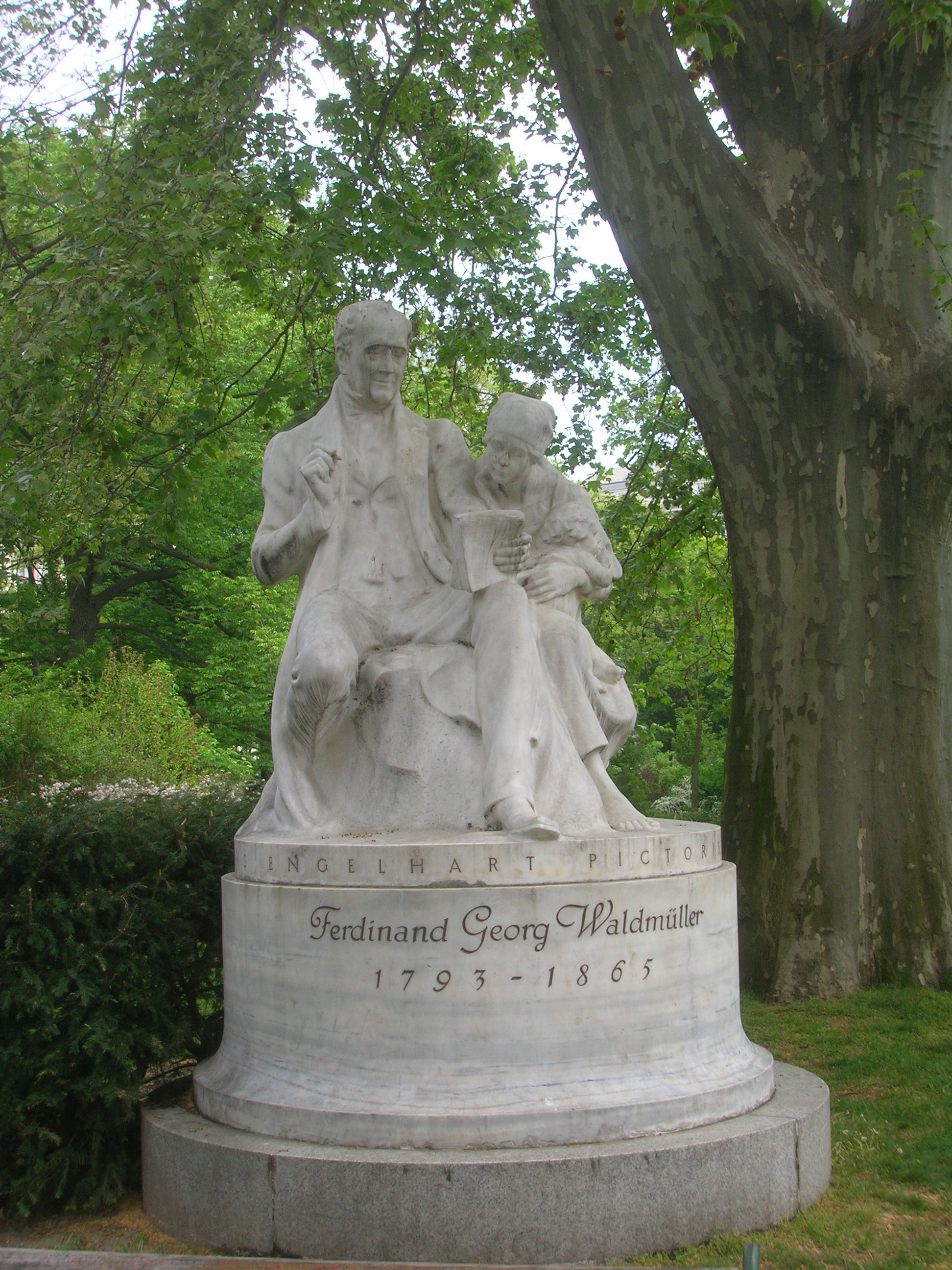
Waldmüllerdenkmal von Josef Engelhart, 1913

Der Rathausplatz ist Standort einer Reihe von Denkmälern; sie werden hier von der Ringstraße ausgehend beschrieben.
(Gesperrte) Zufahrt vom Burgtheater zum Rathaus
Am Beginn dieser Zufahrt befindet sich, zur Ringstraße gewandt,
- links das Denkmal für Theodor Körner, Bürgermeister, dann Bundespräsident der Zweiten Republik, von Hilde Uray, Bronzestatue, 1963,
- rechts das Denkmal für Karl Seitz, erstes Staatsoberhaupt der Ersten Republik, dann Bürgermeister im Roten Wien, von Gottfried Buchberger, Bronzestatue, 1962.

Unmittelbar zwischen den beiden Parkteilen wurden 1902 acht Steindenkmäler bedeutender Persönlichkeiten aus der Geschichte Wiens aufgestellt, vier an jeder Parkseite einander gegenüber. Sie waren 1867 auf den Balustraden der damaligen Elisabethbrücke über den Wienfluss auf dem Karlsplatz aufgestellt worden. Als die Brücke 1897 wegen des Stadtbahnbaus und der damit einhergehenden Einwölbung des Wienflusses in diesem Bereich abgerissen wurde, stellte man die acht Denkmäler vorerst entlang der damals noch im Einschnitt verlaufenden neuen Stadtbahntrasse auf dem Karlsplatz auf, wo sie aber durch den Ruß der Dampflokomotiven stark verschmutzt wurden und im Volksmund acht Rauchfangkehrer genannt wurden. Daher wurden sie wenig später auf den Rathausplatz übertragen:
- links (Südseite):
  - Markgraf Heinrich II. Jasomirgott aus dem Haus der Babenberger, von Franz Melnitzky
  - Herzog Rudolf der Stifter aus dem Haus Habsburg, von Josef Gasser
  - Ernst Rüdiger von Starhemberg, Verteidiger Wiens (zweite Türkenbelagerung), von Johann Baptist Feßler
  - Johann Bernhard Fischer von Erlach, Barockarchitekt, von Josef Cesar
- rechts (Nordseite):
  - Herzog Leopold der Glorreiche aus dem Haus der Babenberger, von Johann Preleuthner
  - Niklas Graf Salm, Verteidiger Wiens (erste Türkenbelagerung), von Matthias Purkartshofer
  - Erzbischof Leopold Karl von Kollonitsch, geistlicher Führer Wiens (zweite Türkenbelagerung), von Vincenz Pilz
  - Joseph von Sonnenfels, Justiz- und Verwaltungsreformer Maria Theresias, von Hanns Gasser (in der NS-Zeit 1939 durch eine Statue des Komponisten Christoph Willibald Gluck  ersetzt, nach 1945 wieder aufgestellt)

- nächst dem Rathaus(turm), Außenseite des südlichen Parkteils: Nachbildung des Wiener Rathausmannes an der Spitze des Rathausturms im Maßstab 1 : 1, von Fritz Tiefenthaler, 1985

Südlicher Teil des Rathausparks (Richtung Parlament)
- An der Parkecke Ring / Parlament, zum Ring gerichtet: Karl Renner, erster Staatskanzler der Ersten und erster Bundespräsident der Zweiten Republik, Porträtkopf von Alfred Hrdlicka auf Denkmalstruktur von Josef Krawina, 1965–1967
- Josef Popper-Lynkeus, Sozialethiker, Steinbüste von Hugo Taglang, 1926. Da Künstler und Dargestellter Juden waren, wurde die Büste im NS-Regime 1938 entfernt, 1951 nach dem Gipsmodell wiederhergestellt.
- Johann Strauss (Vater) und Joseph Lanner, Statuen von Franz Seifert, 1905, Jugendstil; die Bronzeskulpturen stehen vor einer gekrümmten Marmormauer mit Reliefs von Ballszenen und einem Gedicht von Eduard von Bauernfeld. Diese Konzeption und die Architektur schuf Robert Oerley.

Nördlicher Teil des Rathausparks (Richtung Universität)
- Ferdinand Georg Waldmüller, Marmordenkmal von Josef Engelhart, 1913, Jugendstil
- Ernst Mach, Physiker, von Heinz Peteri, 1926
- Adolf Schärf, Vizekanzler, dann Bundespräsident der Zweiten Republik, Bronzebüste von Alfred Hrdlicka, 1985

- Das jüngste Denkmal im Park, 1993 errichtet, erinnert an die Kriegszerstörungen Wiens 1945 und wurde von Hubert Wilfan unter dem Titel Gestern – Heute aus Stein geschaffen.